# Bartlett's Familiar Quotations
Bartlett's Familiar Quotations, ou simplesmente Bartlett's, é uma obra de referência que é a mais antiga e a mais distribuída coleção de citações. O livro foi primeiramente publicado em 1855 por John Bartlett e está atualmente na décima sétima edição, publicada em 2003.
O livro arranja suas entradas preferencialmente por autor do que por tema, como fazem outras coleções de citações, e menciona o autor preferencialmente de forma cronológica, pela data do nascimento, do que arranjado alfabeticamente. As citações também são arranjadas cronologicamente no interior de cada entrada do autor, seguido por observações "atribuídas" cuja fonte nas escritas do autor não foram confirmadas. O livro contém um índice alfabético de palavras-chave e detalha as fontes de cada citação.